# Schloss Wäldershub

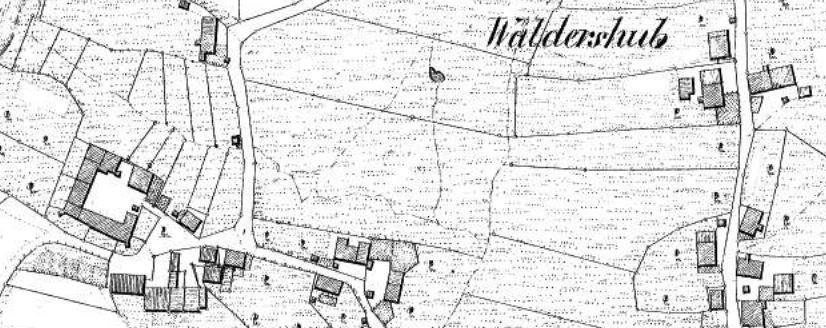
Die Anlage ist auf der Flurkarte von 1829 am linken Bildrand deutlich erkennbar.

Schloss Wäldershub ist ein Wasserschloss im Ortsteil Wäldershub der Gemeinde Fichtenau.
Von dem Schloss, ehemals dreiflügelig mit einem im Eck gegenüberstehenden Anwesen und vier jetzt abgetragenen Türmen (an den Ecken im Süden und Westen, der Innenseite im Norden und der Innenseite im östlichen Eingangsbereich), sind nur noch sehr geringe Reste an einem landwirtschaftlichen Anwesen sichtbar, darunter eine Zahlenkartusche von 1793 und ein Schlussstein der Tordurchfahrt mit Resten einer Wappendarstellung.
Das Schloss wurde vermutlich von einem Angehörigen der Dinkelsbühler Patrizierfamilie Berlin erbaut, die sich zeitweilig nach Wäldershub nannten. Sie erscheinen mit Lazarus Berlin erstmals 1465 als hier begütert.
Das Epithaph von Marcus Berlin findet sich in der Kirche St. Ägidius in Waldtann. Auf diesem findet sich die Inschrifft: "ANNO DNI 1575 AM TAG CATHERA PETRI (Kathedra Petri, 22.02) STARB DER EDEL VND VEST MARCVS BERLIN ZV WELLERSHVB DEM GOTT GNADE AMEN".

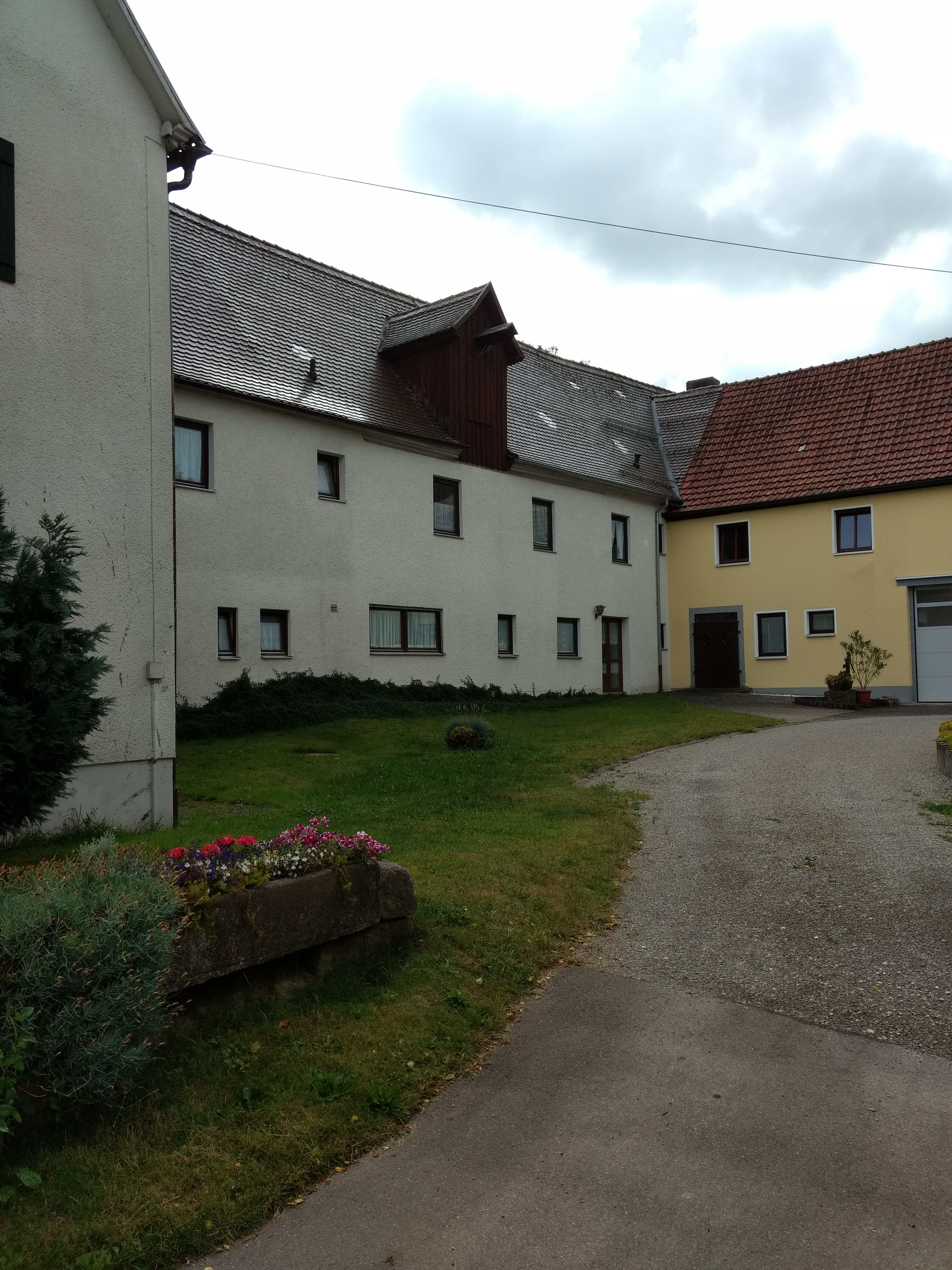
Um-/überbaute Anlage (Zustand 2018)
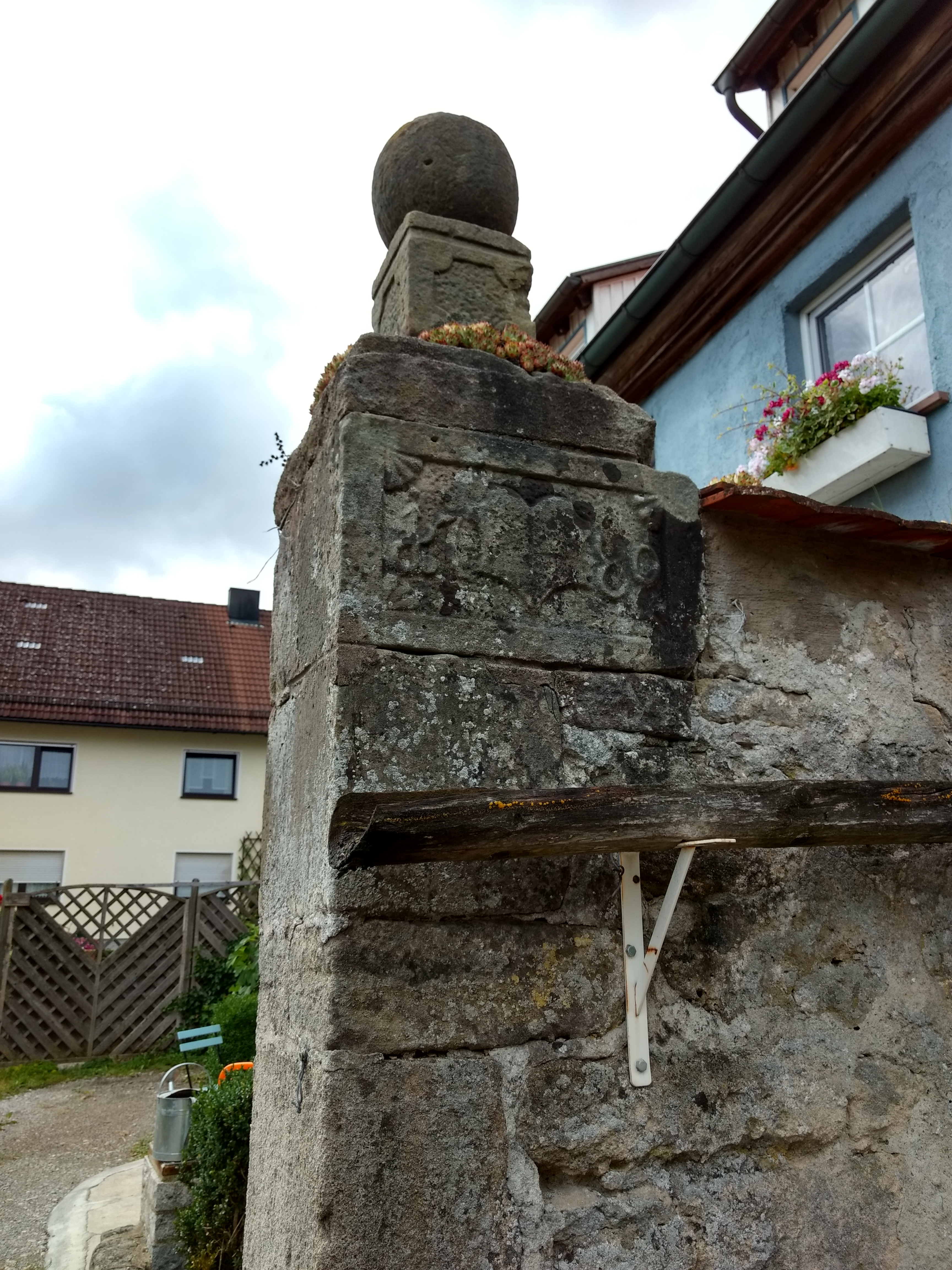
Torstein mit Wappenrest
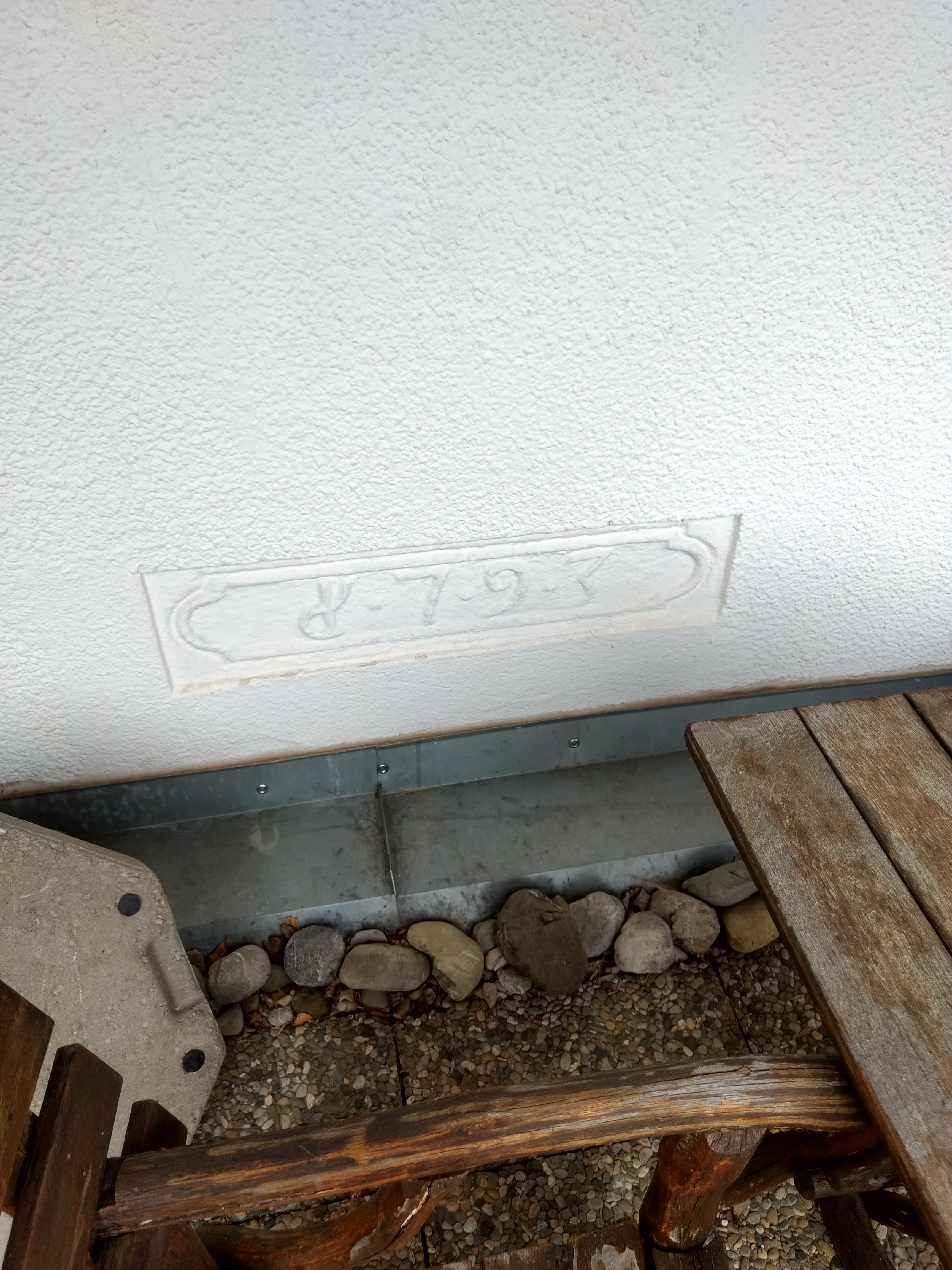
Kartusche mit Jahreszahl